# De l'esprit des lois
De l'esprit des lois – (dansk) Om lovenes ånd er en afhandling om politisk teori, som først blev udgivet anonymt af Charles-Louis de Secondat Montesquieu i 1748 med hjælp fra Claudine Guérin de Tencin. Den blev oprindelig udgivet anonymt, bl.a. fordi Montesquieus værker var underlagt censur; men bogens indflydelse uden for Frankrig blev hjulpet på vej af dens hurtige oversættelse til andre sprog. I 1750 udgav Thomas Nugent den første engelske oversættelse. I 1771 kom bogen på dansk i Jens Hvas' oversættelse. Allerede i 1751 tilføjede den katolske kirke bogen til sin liste over forbudte bøger; men bogen fik en enorm indflydelse på mange andres værker, først og fremmest Katharina den Store, som skrev Nakaz (Instruction), grundlæggerne af den amerikanske forfatning samtAlexis de Tocqueville, som anvendte Montesquieus metoder til at analysere det amerikanske samfund i Demokratiet i Amerika.
Montesquieu brugte næsten 20 år på at forske og skrive Om lovenes ånd, som dækker en lang række emner inden for politik, jura, sociologi og antropologi og indeholder mere end 3.000 henvisninger. I denne politiske afhandling advokerer Montesquieu for konstitutionalisme, adskillelse af magten, afskaffelse af slaveriet, opretholdelse af de personlige friheder og retssamfundet samt for den ide, at politiske og juridiske institutioner skal afspejle den sociale og geografiske karakter af hvert enkelt samfund.

## Forfatningsteori
I sin klassifikation af forskellige typer af politiske systemer identificerer Montesquieu tre hovedtyper: republikanske, monarkistiske og despotiske. Republikanske systemer varierer, alt efter hvor bredt de spreder borgerrettighederne. De, som spreder dem mest, kaldes for demokratiske republikker, mens de, som kun udstrækker dem til de få, kaldes for aristokatiske republikker. Skillelinjen mellem monarki og despotisme består i, om der er modererende kræfter, såsom adelen, kirken etc., som kan begrænse regentens magtudfoldelse. Hvis der er sådanne kræfter, er det et monarki, ellers er det et despoti.
Bagved enhver form for klassifikation af et politisk system må der være det, han kalder et tilhørende princip. Dette princip fungerer som en fjeder eller motor ved at udløse adfærd hos borgerne, som får dem til at støtte styret og får det til at fungere effektivt. I demokratier, og i mindre udstrækning i republikker, er den fjeder kærligheden til dyden, villigheden til at sætte samfundets interesser over egeninteressen. I monarkier er fjederen kærligheden til æren – ønsket om at opnå højere rang og privilegier. Endelig i despotier er fjederen frygten for regenten. Et politisk system kan ikke vare ved, hvis det tilhørende princip mangler. Montesquieu hævder f.eks. at englænderne ikke fik skabt en republik efter borgerkrigen (1642–1651) fordi det engelske samfund manglede den demokratiske forudsætning: kærligheden til dyden.

## Tre slags magt
Montesquieu skelner mellem tre typer af magt, som i andre styreformer end den despotiske holder hinanden i skak. Det er:
- Den lovgivende magt
- Den udøvende magt
- Den dømmende magt

Den lovgivende magt har til opgave at fastlægge, hvorledes samfundet skal være indrettet – dvs. hvorledes borgernes indbyrdes forhold skal reguleres, og hvorledes forholdet mellem borgere og magthavere skal være. Denne opgave løses ved at udforme og vedtage love for samfundet.
Den udøvende magt har til opgave at gennemføre offentlige beslutninger – fange kriminelle, inddrive skatter, gennemføre offentlige anlægsarbejder, forestå landets forsvar osv.
Den dømmende magt har til opgave at udøve magten med hensyn til borgerlig ret – dvs. at fortolke lovene i forholdet mellem borgerne indbyrdes.
Montesquieu er ikke den første, der beskriver denne tredeling, men han er den første, om peger på, at disse tre skal afbalanceres over for hinanden, så ingen af dem får en dominerende stilling.
| Citat  | Når den lovgivende og den udøvende myndighed er samlet hos samme person eller i det samme korps af embedsmænd, er der ingen frihed, for så kan man frygte at den samme monark eller det samme råd, som indfører love, udfører dem tyrannisk. Der er heller ingen frihed, hvis den dømmende myndighed ikke er adskilt fra den lovgivende og den udøvende. Hvis den dømmende myndighed faldt sammen med den lovgivende, ville magten over borgernes liv og frihed være vilkårlig, for dommeren ville være lovgiver. Hvis den var forenet med den udøvende myndighed, ville dommeren kunne få styrke til at undertrykke. Alt ville være tabt, hvis den samme mand eller samme forsamling af fremstående mænd, enten fra adelen eller fra folket, beherskede de tre myndighedsområder: at give love, at udføre de offentlige beslutninger og at pådømme angående forbrydelser og private stridigheder. | Citat |
| (XI,6) | |       |